# 새만금사업단
새만금사업단(새萬金事業團)은 새만금 사업계획 및 시행총괄 등을 담당하기 위해 설립된 대한민국 농림수산식품부 산하 한국농어촌공사 소속기관이다. 전북특별자치도 김제시 도작로 71 (신풍동 605-1)에 위치하고 있다.

## 연혁
- 1988년 2월 3일 새만금사업단 설치 (본사에 잠정기구)
- 1992년 1월 3일 사업단 청사 개청 이전 (전라북도 익산시)
- 1995년 8월 3일 새만금전시관 준공
- 1996년 11월 3일 현 사옥 준공 (전라북도 김제시)
- 2006년 8월 1일 사업단 조직 개편 (환경관리실 신설)
- 2012년 7월 19일 새만금전시관이 새만금홍보관으로 재개관

## 조직

### 새만금사업단장

#### 사업관리실

##### 경영지원팀
- 새만금홍보관

##### 유지관리팀
- 가력배수갑문사무소
- 신시배수갑문사무소

##### 공무팀
- 동진1공구
- 동진3공구
- 동진4공구
- 동진5공구
- 만경3공구
- 만경4공구
- 만경5공구

##### 조사설계팀
- 토목실험실

##### 환경관리팀
- 환경실험실

## 같이 보기
- 새만금군산경제자유구역청
- 새만금지방환경청
- 새만금사업추진기획단
- 새만금경제자유구역사업단